# Analyse sectorielle
L’analyse sectorielle consiste à étudier les caractéristiques économiques et concurrentielles d’un secteur économique d'activité, ou industrie, ou marché ou d’une branche économique.
Initiée par Michael Porter : « Comment mener à bien une analyse sectorielle ? », p. 400-415 de Choix stratégiques.
C'est une méthodologie située au croisement de l’économie industrielle et de l'analyse marketing et stratégique.

## Introduction
Si l’on considère qu’un secteur d'activité économique est un regroupement de firmes ayant la même activité principale, et que toutes les entreprises d’une industrie obéissent à des logiques similaires et partagent des connaissances et des pratiques communes.
En effet la segmentation du secteur est un facteur clé de réussite d'une bonne analyse sectorielle.
Prenons l'exemple de l'industrie pharmaceutique, les acteurs du secteur d'activité prétendent être en situation de forte concurrence. Toutefois nous pouvons constater une rentabilité élevée dans ce secteur. Ceci est en contradiction avec le principe économique voulant que les profits diminuent avec l'intensité de la concurrence. Pour résoudre ce paradoxe, il suffit de segmenter le secteur en plusieurs sous-secteur par types de médicaments. Ces derniers étant réellement en concurrence les uns envers les autres.

## Méthodologie
L’analyse sectorielle consiste à étudier systématiquement et successivement pour un secteur d'activité les conditions de base, la concurrence, les stratégies et les performances.
- Les conditions de base : caractéristique de l’offre (produit, technologie, processus de production et de distribution, dynamique de l'offre, la différenciation des produits et les standards), caractéristique de la demande (acheteurs et leur comportement, marché et dynamique du marché) et contexte institutionnel (réglementation & normes relatives aux produits et aux producteurs).
- La concurrence : structure de l’industrie, forces de la concurrence, et barrières à l’entrée.
- Les stratégies : stratégies des acteurs industriels et des États.
- Les performances : équilibres financiers et rentabilité économique et financière du secteur et des firmes du secteur.

L’objet de l’analyse sectorielle est de comprendre l’organisation industrielle du secteur, c’est-à-dire d’identifier les contenus des quatre champs (chaque secteur dispose de ses propres caractéristiques) et les relations entre ces derniers. On appelle régime de concurrence cette articulation.
Dans un univers en perpétuelle transformation, le régime de concurrence représente une stabilisation temporelle de l’organisation de l’industrie. Un corollaire aux hypothèses de base de l’analyse sectorielle est que les lois générales présentées sont faibles au sens où il faut toujours les spécifier et les valider dans un contexte particulier du secteur analysé.